# Intel 8086

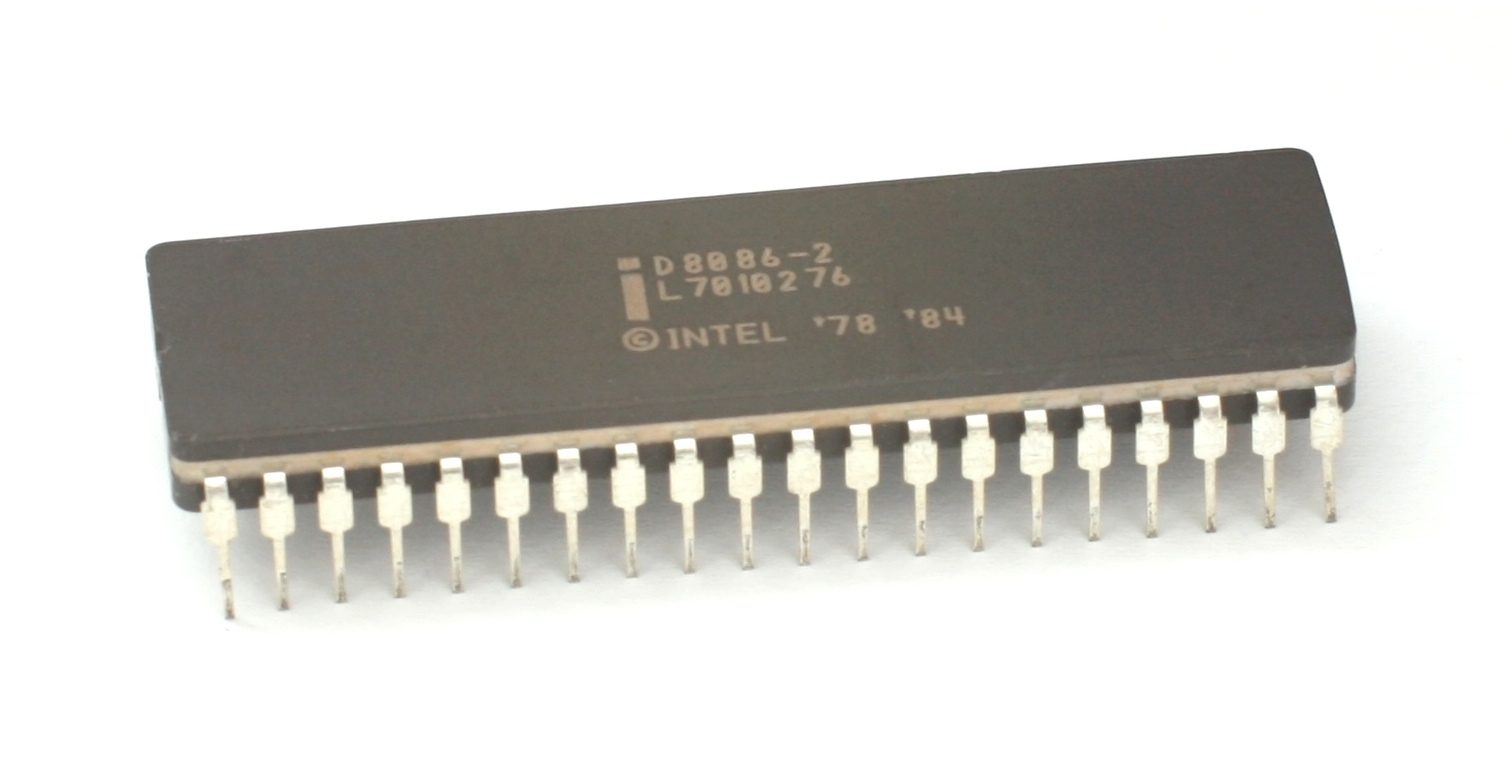
Intel 8086

Az Intel 8086 (más néven iAPX86) az Intel 16 bites processzora, mely az x86-os architektúra első példánya. A fejlesztése 1976 tavaszán kezdődött, és 1978 nyarán jelent meg. Egy évvel később, 1979-ben jelent meg a némileg átalakított 8088-as, mely az eredeti IBM PC mikroprocesszoraként lett ismert.

## Története

### Háttér
1972-ben az Intel piacra dobta a 8008-as processzort. Ez volt a legelső 8 bites mikroprocesszor. A 8008-as utasításkészletét a Computer Terminal Corporation állította össze. Ők bízták meg az Intelt a chip kifejlesztésével, melyet az új termináljukban szerettek volna felhasználni. A szerkezetnek számos további IC-re volt szüksége, hogy funkcionális számítógépként működjön részben a 18 tűs kialakítása miatt, ami kizárta egy különálló adatbusz használatának lehetőségét (az Intel ekkoriban főleg memóriagyártással foglalkozott).
Két évvel később (1974-ben) az Intel piacra dobta a 8080-at. Ebben 40 tűs DIP-tokozást alkalmaztak, a chip támogatta a külső adatbuszok használatát. Az Intel 8080-at eredetileg számológépekbe tervezték. Utasításkészlete az Intel 8008 utasításainak kibővítése. A 8080 forráskód-kompatibilis volt elődjével, és szintén voltak 16 bites utasítások a programozás megkönnyítésére. A 8080-ast, melyet az első igazán használható mikroprocesszorként emlegetnek, később a 8085 váltotta fel, mely 12 V helyett csupán 5 V-ot igényelt. Egyéb jól ismert 8 bites processzorok ebben az időben a Motorola 6800 (1974), a Microchip PIC16X (1975), a MOS Technology 6502 (1975), a Zilog Z80 (1976) és a Motorola 6809 (1978).
Az Intel a Zilog Z80-as processzorának piaci előretörése miatt fogott bele a 8086-os kifejlesztésébe, amellett, hogy az akkoriban fejlesztés alatt álló 8800-as (később 432-es) processzor fejlesztése igen lassan haladt, és váratlanul gyenge teljesítményt mutatott. Az új processzor fejlesztésével Stephen Morse elektromérnököt bízták meg, aki 1976. augusztus 13-án mutatta be az utasításkészlet első (v.0.) változatát.

## Technikai információk
- 16 bites regiszterek
- 16 bites külső adatbusz

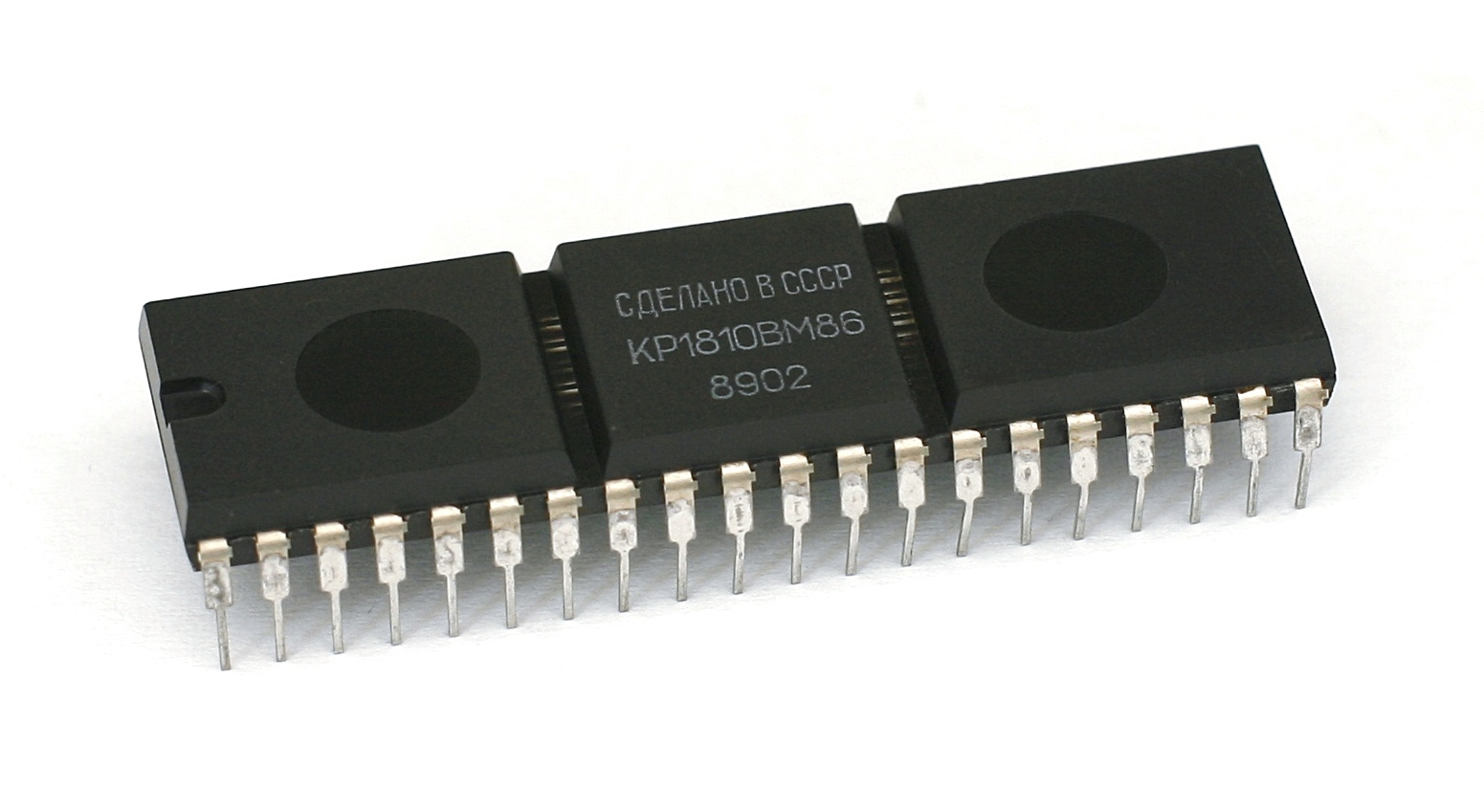
Szovjet klón KP1810BM86

- 20 bites memóriacímzést támogat, ezáltal 1 MiB címtartományt biztosít (2^20 darab cím)
- 5 MHz működési frekvencia (különböző verziói, a 8086-1 10 MHz-en, a 8086-2 8 MHz-en működnek)
- 64 ezer ki- és bemeneti port kezelése
- +5V áramellátást igényel
- HMOS technológiával készül
- körülbelül 29 000 tranzisztor található benne

## Fordítás
- Ez a szócikk részben vagy egészben  az   Intel 8086 című angol Wikipédia-szócikk fordításán alapul.  Az eredeti cikk szerkesztőit annak laptörténete sorolja fel. Ez a jelzés csupán a megfogalmazás eredetét és a szerzői jogokat jelzi, nem szolgál a cikkben szereplő információk forrásmegjelöléseként.